# 古田康治
古田 康治（ふるた やすはる、1914年9月11日 - 2008年5月8日）は、日本の陸上競技（ハードル・跳躍競技）の選手。1936年ベルリンオリンピックで男子110メートルハードルで出場。

## 経歴
現在の福岡県直方市出身。福岡県立鞍手中学校（現在の福岡県立鞍手高等学校）卒業。八幡製鉄に所属し、1936年ベルリンオリンピックの男子110メートルハードルに出場した。ただし関西大学によれば、関西大学陸上部からオリンピックに出場する「六選手」（大島鎌吉・長尾三郎・谷口睦生・福田時雄・戸上研之・古田康治）の一人として古田を送り出したとある。
第二次世界大戦後初となる1946年の日本陸上競技選手権大会では、三段跳で優勝。
のちに日本陸上競技連盟の理事会メンバーを務めた。
2008年6月8日午前6時25分、肺癌のため北九州市の病院で死去。93歳没。